# CP de la Popa
La CP de la Popa o Nova de la Popa 1942 és el nom que els astrònoms li van donar a la nova apareguda a la constel·lació de la Popa (Puppis), l'any 1942. A partir d'un estel de magnitud 17, va aconseguir una magnitud aparent de 0.3, sent aquesta la lluentor intrínseca més alta de qualsevol nova del segle xx, podent-se veure a ull nu.
Es va reduir en tres magnituds en un interval de 6,5 dies, un dels descensos més pronunciats mai notats per una nova. Aproximadament 14 anys després, es va detectar la closca expulsada per l'esdeveniment nova, cosa que va permetre calcular la distància. El 2000, aquesta distància es va revisar a 3.720 anys llum (1.140 parsecs) després de corregir els possibles errors. La nau espacial Gaia va mesurar la paral·laxi de l'estel i va precisar una distància de 815 parsecs.
L'esclat de nova pot explicar-se per una nana blanca que acumula matèria d'un company; molt probablement un estel de seqüència principal de baixa massa. Aquest sistema binari proper té un període orbital de 1,47 hores, que és un dels períodes més curts de la nova clàssica coneguda. Inusualment, la nana blanca pot tenir un camp magnètic. Altres propietats del sistema segueixen sent incertes, encara que les observacions de l'emissió de rajos X del sistema suggereixen que la nana blanca té una massa de més d'1.1 vegades la massa del Sol.